# Joker (marque de boisson)
Pour les articles homonymes, voir Joker.
Joker est une entreprise française et une marque commerciale de jus de fruits, fondée à Mâcon (Saône-et-Loire) en 1936, exploitée par la société Eckes Granini France filiale de Granini France du groupe Eckes Granini Group.

## Historique
Cette boisson fut créée par Henri Malvoisin.
En 1988, la société de jus de fruit Joker de Mâcon a reçu l'oscar de l'emballage .
Indépendante jusqu'en 2001, elle fut rachetée par Eckes Granini France, filiale française du groupe allemand Eckes Granini, qui possède aussi en France Réa, acquis en 1998, et Granini, distribué en France depuis 1980 et racheté à Melitta en 1994.
En 2004, Joker fut à l'origine de la mise sur le marché de la première bouteille ovale.
En 2015, Joker dévoile sa mascotte, Joko qui intervient dans plusieurs spots publicitaires. Une marionnette imaginée par l’agence Jésus et créée par les studios Jim Henson’s Creature Shop,.

## Historique du logo

Ancien logo
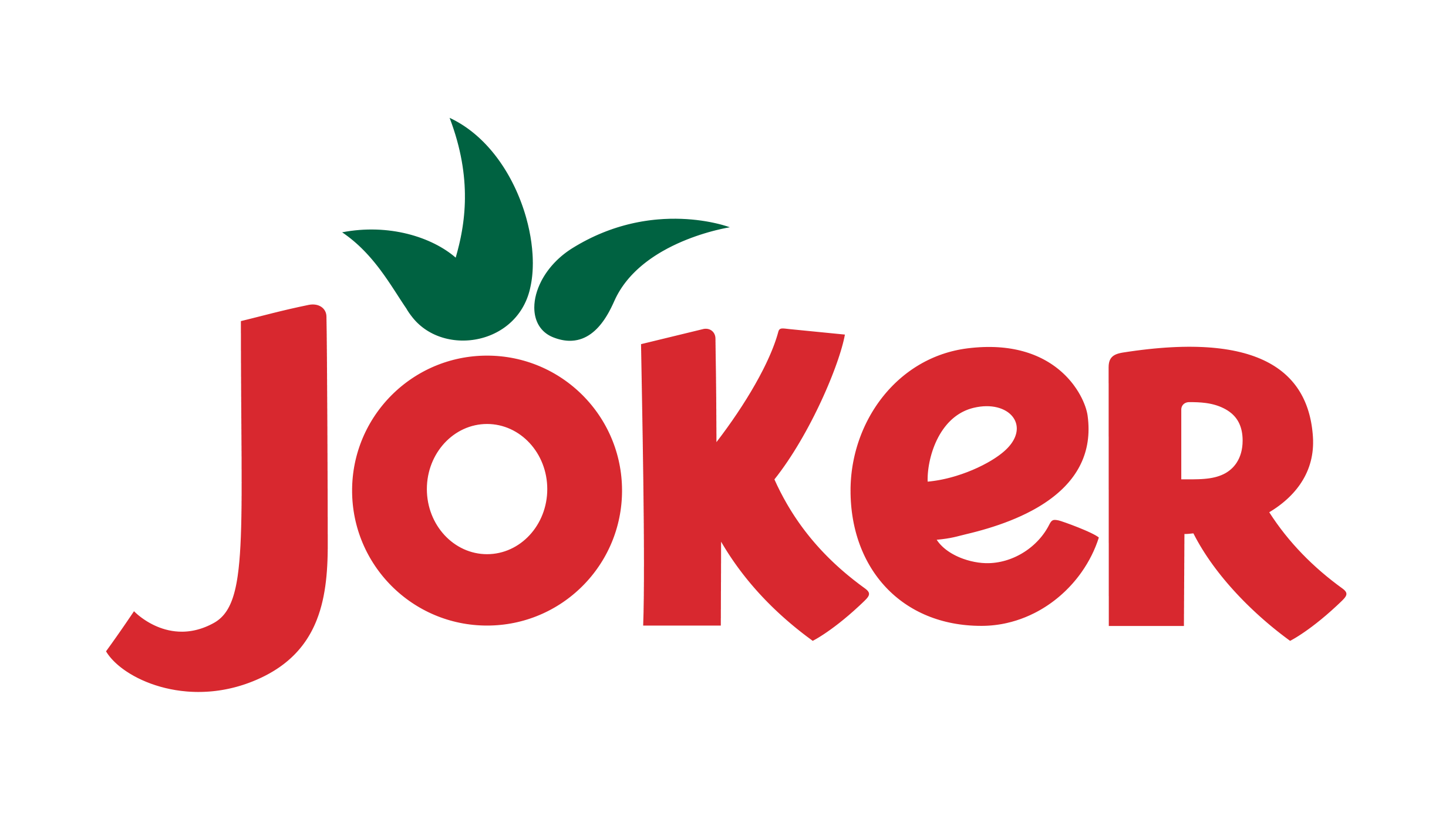
Logo actuel

## Implantations
Joker possède en 2011 une part de marché en France de 11,8 % sur les « jus de fruits ambiants », ce qui place la marque en première position sur ce marché. Elle a pour concurrents Tropicana, appartenant à PepsiCo ; Pampryl, propriété d'Orangina Schweppes ; Fruité et Pressade, détenues par le groupe britannique Britvic ; Minute Maid, Ocean Spray et Capri-Sun, détenues par Coca-Cola ; Pago ; Caraïbos détenu par La Martiniquaise ; ainsi que les marques de distributeurs.
Il s'agit de la marque la plus importante d'Eckes Granini France. L'ensemble des jus de fruits Joker est issu de transformations réalisées dans l'usine historique de Mâcon.

## Produits
La gamme de jus de fruits Joker comporte 6 catégories : 
- Le pur Jus, jus de fruits pressés ;
- Le Fruit, jus à base de concentrés de fruits,
- Pulpéa, jus de fruits avec pulpe ;
- Vital, jus de fruits contenant de la stevia, une plante au pouvoir sucrant qui permet de se passer d'édulcorants
- Shots, jus de fruits concentré en goût et en vitamines ;
- Légumes, jus de légumes, lancé en 2022 par Jordan, Océane, Axel et Julian ;